# Лојано
Лојано (итал. Loiano) је насеље у Италији у округу Болоња, региону Емилија-Ромања.
Према процени из 2011. у насељу је живело 2498 становника. Насеље се налази на надморској висини од 687 м.

## Становништво
| 1951. | 1961. | 1971. | 1981. | 1991. | 2001. | 2011. |
| ----- | ----- | ----- | ----- | ----- | ----- | ----- |
| 4.122 | 2.770 | 2.133 | 2.331 | 3.110 | 4.158 | 4.434 |